# Beyond heaven's river
Beyond heaven’s river is een studioalbum van Phil Thornton opgenomen in zijn eigen Expandibubble Studio. Het album geeft de stroom van een niet genoemde rivier weer, van zijn bron tot het instromen in de zee/oceaan en op naar nieuw land (waterkringloop). De natuurgeluiden werden opgenomen in het Injebreck reservoir en de Ballaglass Glen, beide gelegen op Man en de Herbrand Walk in Bexhill-on-Sea.    

## Musici
- Phil Thornton – alle muziekinstrumenten
- Simon Williams – gitaar

## Muziek
Alle van Phil Thornton

| Nr. | Titel                                           | Duur  |
| --- | ----------------------------------------------- | ----- |
| 1.  | Departure part 1: Downstream and into the river | 13:58 |
| 2.  | Departure part 2: Déja vu                       | 10:24 |
| 3.  | Arrival part 1: Ocean crossing                  | 12:17 |
| 4.  | Arrival part 2: Mountain pass                   | 2:43  |
| 5.  | Arrival part 3: Message from a new land         | 9:20  |